# Rolf Peterson
Rolf Ingvar Peterson (* 11. Mai 1944 in Halmstad) ist ein ehemaliger schwedischer Kanute und Olympiasieger.

## Erfolge
Rolf Peterson war dreimal Teilnehmer bei Olympischen Spielen. Bei seinem Olympiadebüt 1964 in Tokio startete er in zwei Wettbewerben, darunter im Einer-Kajak auf der 1000-Meter-Strecke. Nach einem dritten Rang im Vorlauf und einem zweiten Rang im Halbfinale qualifizierte er sich für den Endlauf. Diesen beendete er nach 3:57,13 Minuten vor dem Ungar Mihály Hesz und Aurel Vernescu aus Rumänien auf dem ersten Platz und wurde sogleich Olympiasieger. Sein Vorsprung auf Hesz betrug dabei im Ziel lediglich 15 Hundertstelsekunden. Mit dem Vierer-Kajak erreichte Peterson ebenfalls das Finale, das die Schweden auf dem fünften Platz beendeten. Für seinen Olympiasieg wurde er 1964 mit der Svenska-Dagbladet-Goldmedaille ausgezeichnet.
Bei den Olympischen Spielen 1968 in Mexiko-Stadt trat er nur im Einer-Kajak über 1000 Meter an. Wieder gelang ihm der Finaleinzug, nach 4:07,86 Minuten fehlten ihm aber knapp drei Sekunden für einen Rang auf dem Podium. Peterson beendete den Wettbewerb auf Rang fünf. Bei der Eröffnungsfeier fungierte er als Fahnenträger der schwedischen Delegation. Vier Jahre darauf qualifizierte sich Peterson in München zum dritten Mal in Folge für den Endlauf im Einer-Kajak über die 1000-Meter-Distanz, nachdem er seinen Vor- und Halbfinallauf jeweils auf dem zweiten Platz abgeschlossen hatte. Auch im Finale wurde er nach 3:48,35 Minuten Zweiter und sicherte sich hinter Oleksandr Schaparenko aus der Sowjetunion und vor dem Ungar Géza Csapó die Silbermedaille.
Im Zweier-Kajak wurde Peterson auf der 500-Meter-Strecke mit Lars Andersson sowohl 1970 in Kopenhagen als auch 1971 in Belgrad Weltmeister. Darüber hinaus belegten sie 1970 im Zweier-Kajak über 1000 Meter den zweiten Platz. Weitere Medaillen gewann Peterson im Einer-Kajak über 500 Meter bei den Europameisterschaften 1965 in Bukarest mit Bronze und 1967 in Duisburg mit Silber.